# Никифоров, Николай Анатольевич
Никола́й Анато́льевич Ники́форов (род. 24 июня 1982, Казань) — российский государственный деятель.
Исполняющий обязанности министра цифрового развития, связи и массовых коммуникаций Российской Федерации (с 15 по 18 мая 2018 года). Министр связи и массовых коммуникаций Российской Федерации (с 21 мая 2012 по 15 мая 2018 года). Заместитель премьер-министра — министр информатизации и связи Республики Татарстан (2010—2012).

## Биография
Родился 24 июня 1982 года в Казани.
В 1999 году окончил казанскую школу № 139 с золотой медалью. В 1998 году, ещё учась в школе, числился в ней педагогом дополнительного образования.
В 1999—2004 годах учился на экономическом факультете Казанского государственного университета, работал лаборантом в Научно-исследовательском институте математики и механики имени Н. Г. Чеботарёва Казанского государственного университета.
В 2001-2005 годах также являлся заместителем директора компании «Казанский Портал».
В 2004 году окончил экономический факультет Казанского государственного университета.
В 2004—2006 годах — младший научный сотрудник НИИ математики и механики имени Н. Г. Чеботарёва и по совместительству в 2004—2005 годах заместитель генерального директора ОАО «Современные Интернет Технологии».
В августе 2005 года стал советником премьер-министра Татарстана по информационным технологиям, членом рабочей группы по реализации проекта «Электронное Правительство Республики Татарстан».
В 2006—2010 годах был генеральным директором Центра информационных технологий Республики Татарстан. Занимался внедрением интернет-портала государственных и муниципальных услуг Татарстана. Входил в состав Совета Безопасности Татарстана, Антитеррористической комиссии Татарстана, Комиссии по предупреждению и ликвидации чрезвычайных ситуаций и обеспечению пожарной безопасности Татарстана, Республиканского Совета по информатизации. За свою деятельность на этих постах имел награды.
В 2009 году был включён в «первую сотню» кадрового резерва президента России.
В апреле 2010 года стал заместителем премьер-министра — министром информатизации и связи Татарстана, войдя тем самым в состав кабинета министров Республики Татарстан
По словам руководителя пресс-службы президента Татарстана Андрея Кузьмина, Н. А. Никифоров являлся «генератором самых передовых идей, инициатором внедрения инновационных технологий». Был одним из разработчиков программы внедрения электронного правительства, согласно которой в республике была создана государственная сеть телекоммуникаций, к которой было подключено 4,5 тыс. бюджетных организаций, в том числе 900 муниципальных образований; создана система межведомственного электронного документооборота, в которой работало свыше 8,5 тыс. служащих и более 400 государственных и муниципальных учреждений. Центром внедрения новинки, кузницей кадров нового направления стало детище Никифорова — «ИТ-парк» на Петербургской улице в Казани.

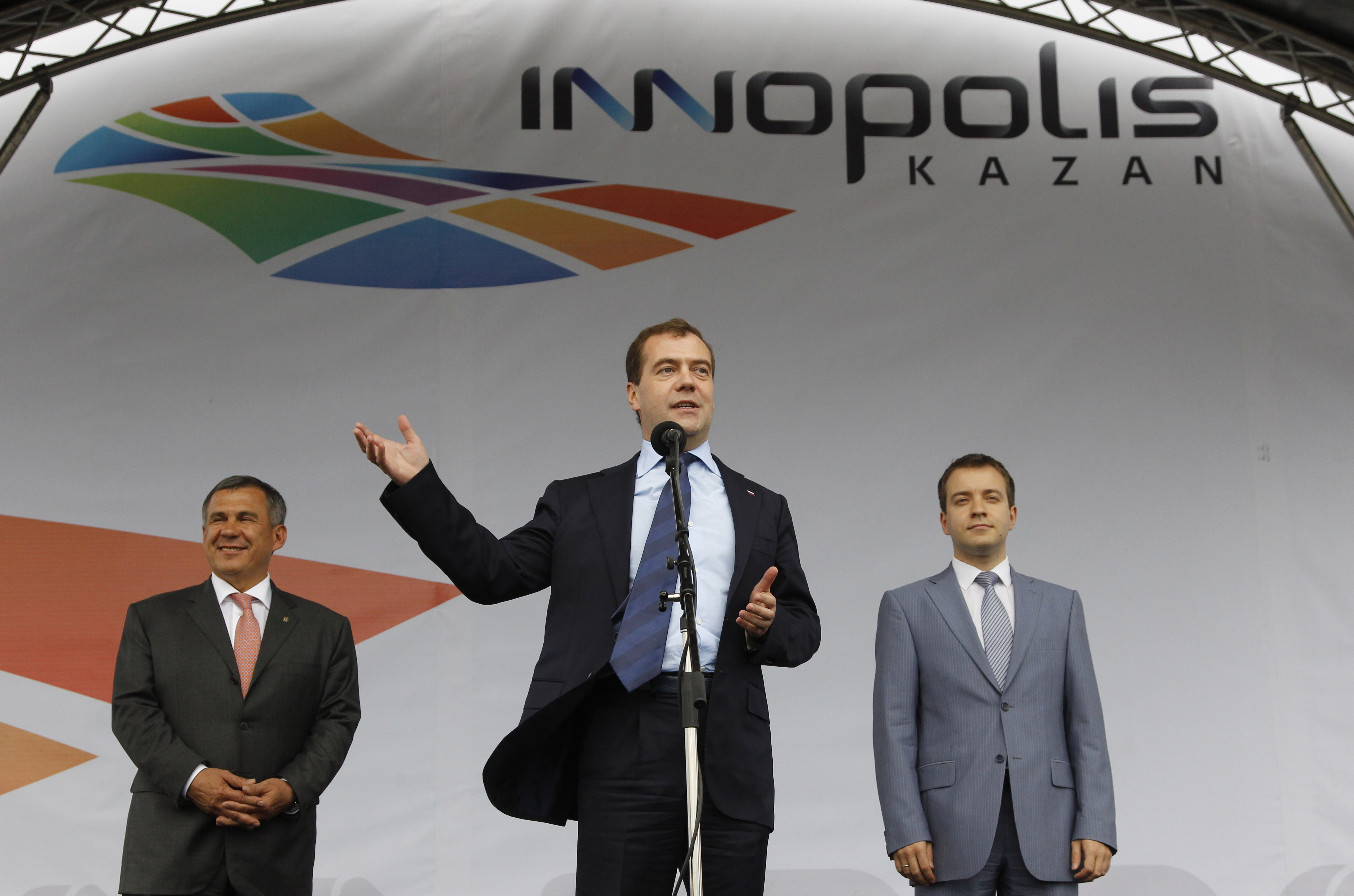
Н. А. Никифоров с Президентом Татарстана Р. Н. Миннихановым и Председателем Правительства России Д. А. Медведевым на церемонии закладки капсулы в основание Иннополиса.

Участники рынка информационных технологий отметили, что в этот период Н. А. Никифоров был активным противником понятия «единственный исполнитель» и боролся с монополизмом в Татарстане.
В январе 2011 года была создана Рабочая группа по реализации проекта «ИТ-деревня» (Иннополис) под руководством Н. А. Никифорова. Кроме того, принимал участие в учреждении IT-школы, открывающейся в 2012 году в Деревне Универсиады, а также занимался созданием IT-университета, планируемого на базе созданной в 2011 году Высшей школы информационных технологий и систем (ИТИС) Казанского федерального университета.

### Министр связи и массовых коммуникаций
21 мая 2012 года указом Президента Российской Федерации назначен министром связи и массовых коммуникаций Российской Федерации, сменив на этом посту Игоря Щёголева и став самым молодым министром в истории России.
26 мая 2014 года заявил, что в интернете необходима цензура и ситуацию с её введением через депутатские законодательные инициативы не стоит драматизировать. 16 августа заявил, что России нужен полный информационный суверенитет, выражаемый в замещении иностранного программного обеспечения российским, для чего потребуется всего лишь семь лет и миллион программистов.
2 октября 2014 года на заседании комиссии по телекоммуникациям и информтехнологиям РСПП заявил, что «запуск очередной новой сети четвёртого поколения должен сопровождаться, как это ни странно, повышением тарифов, ибо из-за конкуренции между операторами ушли уже ниже плинтуса».
В апреле 2016 года выступил против инициативы депутатов Госдумы в принятии законопроекта, обязывающего операторов связи хранить содержимое переписки граждан в течение трех лет, и предупредил о возможности «драматического роста цен» на услуги связи, если данный законопроект будет принят.
10 мая 2016 года на встрече с депутатами Госдумы потребовал запретить использование госслужащими не только иностранных офисных программ, но также шрифта Times New Roman и вообще всех гарнитур шрифтов, имеющих иностранное происхождение. «За последнее десятилетие принято огромное количество документов, в которых прямо прописано, по сути, такое косвенное использование тех или иных иностранных продуктов. Все это нужно вычищать».
В январе 2016 года на посту министра входил в состав наблюдательного совета ПАО «Почта Банк», активным сторонником создания которого он являлся.

### После отставки
После отставки организовал и возглавил ООО «Развитие Иннополиса» и ООО «Дигинавис», вошел в члены совета директоров Магнитогорского металлургического комбината.

## Обвинения в плагиате
7 апреля 2014 года сетевое сообщество «Диссернет» обнародовало результаты своей проверки кандидатской диссертации по экономике Николая Никифорова на тему «Инновационная модель управления информационными потоками в сфере оказания государственных электронных услуг (на примере республики Татарстан)», защищённую в Казанском национальном исследовательском технологическом университете в 2011 году (в 2016 году диссертационный совет был распущен). Участники сообщества нашли в тексте работы, состоящей из 239 страниц, минимум 97 страниц (включая заключительную часть, где формулируются собственные выводы) с заимствованиями из шести источников, обширные заимствования были из монографии Александра Юртаева (научного руководителя Никифорова) и диссертации Александра Сосновского «Инновационная модель управления информационными потоками в здравоохранении» (защищенной в том же диссертационном совете на 8 месяцев раньше). Большой блок представляют из себя несколько страниц, имеющих почти полное текстуальное совпадение с текстом диссертации Сосновского, всё, «что напоминало о врачах, медицине, больницах и поликлиниках» было механически заменено на «госуслуги», «госучреждения», «госчиновников». Кроме того, в диссертации обнаружены следы манипуляций над текстом, выполненные так называемым «игошинским методом» (от фамилии депутата Государственной думы И. Н. Игошина, в диссертации которого была повсеместно произведена замена слова «шоколад» на слово «мясо»).
Изданию «Газета.Ru» не удалось получить комментарии министра, глава пресс-службы его министерства Екатерина Осадчая посоветовала «обратиться за комментариями к экспертам». Позже Екатерина Осадчая заявила, что ведомство не считают это претензиями, ведь «заимствования есть в любой диссертации, а анализ работы был сделан автоматически. Соответственно, речь идет о мнении тех, кто даже не читал работы министра». В своем ответе Пархоменко приводит примеры анализа текста, доказывающие, что 

эксперты «Диссернета» именно что ПРОЧИТАЛИ диссертацию министра связи РФ Николая Никифорова <…> в отличие от самого Николая Никифорова, который эту диссертацию понес защищать.
22 июня диссертационный совет Российской академии народного хозяйства и госслужбы провёл заседание по этому вопросу, на заявленное открытым мероприятие получили допуск только два журналиста (остальным было отказано в аккредитации под разными предлогами). По словам присутствовавших на заседании члены совета признали наличие в работе «многих шероховатостей» и критиковали «казанский совет» вместе с Никифоровым, уровень заимствования был оценён в 8-10 %. Несмотря на это, единогласным решением было рекомендовано ВАК оставить в силе решение о присуждении степени. Это мнение рассмотрит экспертный совет ВАК, а окончательное решение примет президиум ВАК.

## Семья
Женат четырежды, имеет трех дочерей и трех сыновей.
Жена — Ирина Шарипова, Родилась в 1992 году в Узбекистане, отец — узбек (Ирина его не знает), мать имеет русские, украинские и татарские корни. Её мать также была моделью, получала звания «Мисс Бухара» (1989) и «Вице-мисс Узбекистан» (1990). В 7 лет переехала жить к бабушке в Татарстан, там окончила школу, и поступила в Казанский технологический университет на специальность дизайнера. В 2010 году прошла кастинг на конкурс «Мисс Татарстан», который впоследствии выиграла. В этом же году отправилась на конкурс «Мисс Россия», и стала на нем вице-мисс, по решению организаторов конкурса, была отправлена представлять Россию на конкурс «Мисс Мира 2010», проходивший в Китае, вошла в топ-25 красивейших моделей.
Предыдущая жена — Светлана Никифорова, родилась в 1982 году, выросла в Альметьевске, окончила юридический факультет негосударственного вуза Университет управления «ТИСБИ» в Казани. До замужества работала заместителем директора альметьевского завода «Электрощит» (подрядчик крупнейшего НПЗ АО «Танеко» (входит в Татнефть) по строительству ЛЭП) и казанского системного интегратора «Татавант», возглавляла департамент развития компании I-Synergo, построившей ИТ-парк в Казани. Является совладелицей 50% компании-производителя автоматических комплексов фиксаций нарушений ПДД ООО «Автодория», которая в сентябре 2014 года начала функционировать в Москве благодаря правительственной комиссии по безопасности дорожного движения под руководством первого вице-премьера Игоря Шувалова.

## Награды
- Медаль «В память 1000-летия Казани» (2005)
- Медаль «За укрепление государственной системы защиты информации» (2009)
- Медаль «За содружество во имя спасения» (2010)
- Медаль «За отличие в ликвидации последствий чрезвычайной ситуации»
- Медаль «За укрепление боевого содружества»
- Благодарность Президента Российской Федерации (4 мая 2012 года)[38]
- Орден «Содружество» (19 мая 2016 года, Межпарламентская ассамблея СНГ) — за активное участие в деятельности Межпарламентской Ассамблеи и её органов, вклад в укрепление дружбы между народами государств — участников Содружества Независимых Государств[39]
- Почётная грамота Совета МПА СНГ (16 апреля 2015 года, Межпарламентская ассамблея СНГ) — за активное участие в деятельности Межпарламентской Ассамблеи и её органов, вклад в укрепление дружбы между народами государств — участников Содружества Независимых Государств[40]